# ФК «Вікторія» (Жижков) у сезоні 1925
ФК «Вікторія» (Жижков) у сезоні 1925 — сезон чехословацького футбольного клубу «Вікторія» (Жижков). У чемпіонаті Чехословаччини команда посіла третє місце. Сезон включає в себе тільки першу половину року, адже з осені 1925 року Чехословацька ліга перейшла на схему осінь-весна.

## Чемпіонат Чехословаччини

### Підсумкова таблиця
|    | Турнірна таблиця     | І | В | Н | П | МЗ | МП | Р   | О  |
| -- | -------------------- | - | - | - | - | -- | -- | --- | -- |
| 1  | Славія (Прага)       | 9 | 7 | 1 | 1 | 38 | 10 | +28 | 15 |
| 2  | Спарта (Прага)       | 9 | 7 | 1 | 1 | 28 | 8  | +20 | 15 |
| 3  | Вікторія (Жижков)    | 9 | 4 | 3 | 2 | 21 | 16 | +5  | 11 |
| 4  | ДФК Прага            | 9 | 4 | 2 | 3 | 20 | 12 | +8  | 10 |
| 5  | Краловські Виногради | 9 | 4 | 1 | 4 | 7  | 17 | -10 | 9  |
| 6  | Чехія Карлін (Прага) | 9 | 2 | 4 | 3 | 13 | 19 | -6  | 8  |
| 7  | Лібень (Прага)       | 9 | 3 | 1 | 5 | 20 | 32 | -12 | 7  |
| 8  | Вршовіце (Прага)     | 9 | 3 | 0 | 6 | 19 | 28 | -8  | 6  |
| 9  | Нусельский (Прага)   | 9 | 2 | 1 | 6 | 16 | 30 | -14 | 5  |
| 10 | Метеор-VIII (Прага)  | 9 | 1 | 2 | 6 | 14 | 24 | -10 | 4  |

### Матчі
- 22.3.1925 (перший тайм) і 4.4.1925 (другий тайм). «Вікторія» (Жижков) — «Лібень» — 4:4 (Царван, 16, 55, Мареш, 38, Єлінек, 63 — Гержман, 12, 54, Негасіл, 24, 65)
- 5.4.1925. «Вікторія» (Жижков) — «Метеор VIII» (Прага) — 3:1 (Царван, 55, Мареш, 69, Кржиштял, 89 — Шкода, 51)
- 18.4.1925. «Вікторія» (Жижков) — ДФК (Прага) — 1:1 (Кржиштял, 51 — Патек, 50)
- 9.5.1925. «Вікторія» (Жижков) — «Спарта» (Прага) — 1:0 (Матуш, 20)
- 16.5.1925. «Вікторія» (Жижков) — «Славія» (Прага) — 1:2 (Ф.Гоєр, 85 — Кратохвіл, 63, Слоуп-Штапл, 67)
- 7.6.1925. «Вікторія» (Жижков) — «Чехія Карлін» (Прага) — 2:2 (Мареш 4, Кржиштял, 10 — Влчек, 28, Шульц, 83)
- 13.6.1925. «Вікторія» (Жижков) — «Нусельский СК» (Прага) — 3:1 (Медуна, Северін, 44, 73 — Коцоурек, 55)
- 20.6.1925. «Вікторія» (Жижков) — ЧАФК (Виногради) — 3:1 (Медуна, 40, Новак, 45, 82 — М.Кашпар, 80)
- 28.6.1925. «Вікторія» (Жижков) — «Вршовіце» (Прага) — 3:4 (Северін, 61, Єлінек, 62, 67 — Бейбл, 5, 41, Галлінгер, 51, 79)

### Склад
| «Вікторія» в чемпіонаті 1925 Воротар: Вацлав Бенда (9). Захисники: Ладислав Женишек (8), Франтішек Гоєр (5.1), Йозеф Сухий (4), Франтішек Стеглік (3). Півзахисники: Антонін Царван (9.3), Войтех Сибал-Мікше (7), Вацлав Слезак (7), Вілем Кьоніг (1), Вацлав Чепелак (1), Нападники: Йозеф Єлінек (9.3), Їржі Мареш (9.3), Антонін Кржиштял (6.3), Ладислав Матуш (6.1), Отто Новак (5.2), Карел Медуна (3.2), Карел Северін (3.3), Гавлік (2), Вацлав Ванік-Вана (1), Вацлав Баєр (1), Богуміл Гейм (1), Йозеф Странський (1). Тренер: Йозеф Бєлка |

## Товариські матчі
| ТМ 11.04.1925 | Вікторія (Жижков | 2:1 (1:0) | Рапід (Відень) | Прага                       |  |
| | Кржиштял         | звіт      | 85' Уріділь    | Глядачі: 5 000 Суддя: Задак |  |
| Бенда, Женішек, Ф.Гоєр, Сухий, Царван, Чаплак, Мареш, Новак, Слезак, Кржиштял, Єлінек Рапід: Янчік, Соліл, Цейка, Ріхтер, Брандштеттер, Ніч, Кірбес, Уріділь, Гофбауер Веселік, Весели |                  |           |                |                             |  |

| ТМ 2.05.1925 | Ваккер (Відень) | 1:1 (1:0) | Вікторія (Жижков | Відень                                                   |  |
| | Раппан 4'       | звіт      | 56' Й.Єлінек     | Стадіон: Ваккер-Плац Глядачі: 300 Суддя: Діоніс Шенеккер |  |
| Ваккер: Мареш, Боучек, Пеллет, Брінек, Новотни, Сок, Рошер, Раппан, Махгерндль, Цольпрайштер Вікторія: Бенда, Стеглік, Ф.Гоєр, Сибал-Мікше, Сухий, Царван, Мареш, Матуш, Слезак, Кржиштял, Й.Єлінек |                 |           |                  |                                                          |  |

| ТМ 24.05.1925 | Краковія   | 1:0 (0:0) | «Вікторія» (Жижков) | Краків                       |  |
| | Кубінський | звіт      |                     | Глядачі: 4000 Суддя: Сейднер |  |
| Краковія: Мальчик, Гінтель, Фриц, Стрихарз, Ціковський, Заставняк, Кубінський, Лімановський, Цичевський, Птак, Горка Вікторія: Бенда, Женішек, Стеглік, Царван, Сибал-Мікше, Матуш, Мареш, Кржиштял, Єлінек, Кніжек, Гержман |            |           |                     |                              |  |

| ТМ 3.06.1925 | Рапід (Відень)              | 3:3 (1:2) | Вікторія (Жижков           | Відень                                              |  |
| | Веселік 26' 73' Уріділь 55' | звіт      | 15' 39' Северін 72' Єлінек | Стадіон: Рапідплац Глядачі: 5 000 Суддя: Фріц Пауль |  |
| Рапід: Янчік, Регнард, Цейка, Ріхтер, Брандштеттер, Ніч, Кірбес, Уріділь, Веселік, Бауер, Весели Вікторія: Бенда, Шима, Стеглік, Матуш, Царван, Сибал-Мікше, Мареш, Северін, А.Гоєр, Кржиштял, Єлінек |                             |           |                            |                                                     |  |